# ニャーおっさん
『ニャーおっさん』はコンドウアキによる日本の漫画作品。『りぼん』（集英社）2015年1月号から2024年2月号まで隔月連載された。単行本全2巻。

## あらすじ
依頼人の幸せをお助けする「ニャンデモ21」のアルバイト猫「ニャーおっさん」。タコ社長やチュー坊等の個性的な面々のムチャぶりにブンブン振り回されながらがんばる奮闘日記。

## 登場キャラクター
ニャーおっさん
本作の主人公。容姿が老けているので「おっさん」と呼ばれている猫。便利屋「ニャンデモ社」のアルバイト。タコ社長や他キャラに無理矢理な要求ばかりされている。腹巻きがトレードマークで、仕事中は二足歩行のため腰痛持ちである。またたびドリンクを愛飲。
チュー坊
ニャーおっさんの同級生で学生時代からのライバル。「ニャンデモ社」にいきなり転がり込みアルバイトで入社。お調子者。
イカねーさん
「ニャンデモ21（ニャンデモ社のビル）」1階にある喫茶「イ・カフェ」店長。ニャーおっさんをこき使っている。姉御気質で付け睫毛を愛用しているが、性別は男。
タコ社長
「ニャンデモ社」の社長でニャーおっさんの雇い主。調子が良く無理矢理な仕事も安請け合いし社員を困らす。金髪。
カッパ
花見の場所取りをしていたニャーおっさんの隣に同じく場所取りに現れたカッパ。よく効く湿布を貼ってくれたが、いつの間にか消えてしまったため「また会えないかな」とニャーおっさんに思われている。

## 書誌情報
- コンドウアキ 『ニャーおっさん』 集英社、全2巻
  1. 2020年2月25日発売[2][3]、2015年1月号[1]、4月号、8月号、2016年1月号、4月号、6月号、8月号、10月号、12月号、2017年2月号、4月号、6月号、8月号、10月号、12月号、2018年2月号、4月号、6月号、8月号、10月号、12月号、2019年2月号、4月号、ISBN 978-4-08-792057-4
    - ねことワタクシ（描きおろし）

  2. 2024年3月25日発売[4]、ISBN 978-4-08-792093-2